# Sansom-Inseln
Die Sansom-Inseln (norwegisch Knattskjera ‚Felsvorsprungschären‘) sind zwei niedrige Felseninseln vor der Ingrid-Christensen-Küste des ostantarktischen Prinzessin-Elisabeth-Lands. Sie liegen 24 km westnordwestlich des Mount Caroline Mikkelsen in der Sandefjord Ice Bay.
Norwegische Kartographen, die sie zudem deskriptiv benannten, kartierten sie 1946 anhand von Luftaufnahmen der Lars-Christensen-Expedition 1936/37. Eine Mannschaft der Australian National Antarctic Research Expeditions (ANARE) zur Erkundung der Prince Charles Mountains nahm hier zwischen Januar und Februar 1969 geologische Untersuchungen vor. Namensgeber der vom Antarctic Names Committee of Australia vorgenommenen Benennung ist Julian R. Sansom, medizinischer Offizier einer 1968 auf dem Amery-Schelfeis tätigen ANARE-Mannschaft.